# Congratulations (Album)
Congratulations ist das zweite Studioalbum des US-amerikanischen Electro-Pop-Duos MGMT. Das Album wurde am 13. April 2010 als CD und LP von Columbia Records veröffentlicht. Davor wurde Flash Delirium als Single-Auskopplung veröffentlicht.

## Titelliste
1. It's Working – 4:07
2. Song for Dan Treacy – 4:09
3. Someone's Missing – 2:30
4. Flash Delirium – 4:16
5. I Found a Whistle – 3:40
6. Siberian Breaks – 12:10
7. Brian Eno – 4:32
8. Lady Dada's Nightmare – 4:31
9. Congratulations – 3:53